# Xenochrophis maculatus
Xenochrophis maculatus là một loài rắn trong họ Rắn nước. Loài này được Edeling mô tả khoa học đầu tiên năm 1864.